# 物部多芸国足
物部多芸 国足（もののべのたぎ の くにたり）は、奈良時代の貴族。氏姓は多芸連のち物部多芸宿禰。官位は従五位上・図書助。

## 出自
多芸氏（多芸連）は物部氏の一族にあたる天孫系氏族で、美濃国多芸郡物部郷に居住した物部氏の部民である物部の伴造とされる。

## 経歴
平城京の左京の人物。宝亀8年（777年）国足を含む一族の2名が多芸連から物部多芸宿禰に改姓した。なお同時に同じく一族と見られる美濃多芸郡の人である物部坂麻呂ら9人が多芸連から物部多芸連に改姓している（この時の国足の位階は正八位下）。
天応元年（781年）正七位上から五階昇進して外従五位下に叙せられ、中宮少進兼因幡介に任ぜられる。その後も延暦2年（783年）中宮大進と中宮職の官人を務め、この間の延暦5年（786年）内位の従五位下に叙爵している。延暦9年（790年）図書助に転じ、翌延暦10年（791年）従五位上に至る。

## 官歴
『続日本紀』による。
- 時期不詳：正八位下
- 宝亀8年（777年） 11月8日：多芸連から物部多芸宿禰に改姓
- 時期不詳：正七位上
- 天応元年（781年） 4月15日：外従五位下。5月17日：中宮少進。5月25日：兼因幡介
- 天応2年（782年） 閏正月17日：兼越中介
- 延暦2年（783年） 2月25日：中宮大進
- 延暦5年（786年） 正月7日：従五位下（内位）。8月8日：兼常陸大掾
- 延暦9年（790年） 3月26日：図書助、常陸大掾如故
- 延暦10年（791年） 正月7日：従五位上